# Pauli Salonen
Paul Vilhelm „Pauli” Salonen (ur. 14 lutego 1916 w Holloli, zm. 10 stycznia 2009 w Lahti) – fiński narciarz klasyczny specjalizujący się w kombinacji norweskiej i biegach narciarskich.
Jego największym sukcesem jest srebrny medal wywalczony indywidualnie w kombinacji podczas mistrzostw świata w 1941, w których jednak wystartowali jedynie reprezentanci III Rzeszy, Szwecji, Finlandii, Szwajcarii i Włoch. Po wojnie w 1946 podczas konferencji we francuskim mieście Pau, FIS zadecydowała jednak, że wyniki z tych mistrzostw nie będą wliczane do klasyfikacji ogólnej, gdyż liczba zawodników była zbyt mała.